# Línea 108 (EMT Madrid)
La línea 108 de la EMT de Madrid une la estación de Oporto con el Cementerio de Carabanchel.

## Características
Esta línea vertebra el distrito de Carabanchel, dando servicio a los barrios de Puerta Bonita, Abrantes y Carabanchel Alto (Polígono Aguacate), uniendo estos con el cementerio en último término.

## Horarios
| Lunes a viernes laborables | Lunes a viernes laborables | Sábados laborables        | Sábados laborables        | Domingos y festivos       | Domingos y festivos       |
| Oporto > Cmtº Carabanchel  | Cmtº Carabanchel > Oporto  | Oporto > Cmtº Carabanchel | Cmtº Carabanchel > Oporto | Oporto > Cmtº Carabanchel | Cmtº Carabanchel > Oporto |
| 07:20                      | 06:50                      | 07:20                     | 06:50                     | 07:30                     | 08:00                     |
| 07:40                      | 07:10                      | 07:45                     | 07:20                     | 08:00                     | 08:30                     |
| 08:00                      | 07:30                      | 08:10                     | 07:45                     | 08:30                     | 09:00                     |
| 08:20                      | 07:50                      | 08:35                     | 08:10                     | 09:00                     | 09:30                     |
| 08:40                      | 08:10                      | 09:00                     | 08:30                     | 09:20                     | 09:50                     |
| 09:00                      | 08:30                      | 09:20                     | 08:50                     | 09:40                     | 10:10                     |
| 09:20                      | 08:50                      | 09:40                     | 09:10                     | 10:00                     | 10:30                     |
| 09:40                      | 09:10                      | 10:00                     | 09:30                     | 10:20                     | 10:50                     |
| 10:00                      | 09:30                      | 10:20                     | 09:50                     | 10:40                     | 11:10                     |
| 10:20                      | 09:50                      | 10:40                     | 10:10                     | 11:00                     | 11:30                     |
| 10:40                      | 10:10                      | 11:00                     | 10:30                     | 11:20                     | 11:50                     |
| 11:00                      | 10:30                      | 11:20                     | 10:50                     | 11:40                     | 12:10                     |
| 11:20                      | 10:50                      | 11:40                     | 11:10                     | 12:00                     | 12:30                     |
| 11:40                      | 11:10                      | 12:00                     | 11:30                     | 12:20                     | 12:50                     |
| 12:00                      | 11:30                      | 12:20                     | 11:50                     | 12:40                     | 13:10                     |
| 12:20                      | 11:50                      | 12:40                     | 12:10                     | 13:00                     | 13:30                     |
| 12:40                      | 12:10                      | 13:00                     | 12:30                     | 13:20                     | 13:50                     |
| 13:00                      | 12:30                      | 13:20                     | 12:50                     | 13:40                     | 14:10                     |
| 13:20                      | 12:50                      | 13:40                     | 13:10                     | 14:00                     | 14:30                     |
| 13:40                      | 13:10                      | 14:00                     | 13:30                     | 14:20                     | 14:50                     |
| 14:00                      | 13:30                      | 14:20                     | 13:50                     | 14:40                     | 15:10                     |
| 14:20                      | 13:50                      | 14:40                     | 14:10                     | 15:00                     | 15:30                     |
| 14:40                      | 14:10                      | 15:00                     | 14:30                     | 15:20                     | 15:50                     |
| 15:00                      | 14:30                      | 15:20                     | 14:50                     | 15:40                     | 16:10                     |
| 15:20                      | 14:50                      | 15:40                     | 15:10                     | 16:00                     | 16:30                     |
| 15:40                      | 15:10                      | 16:00                     | 15:30                     | 16:20                     | 16:50                     |
| 16:00                      | 15:30                      | 16:20                     | 15:50                     | 16:40                     | 17:10                     |
| 16:20                      | 15:50                      | 16:40                     | 16:10                     | 17:00                     | 17:30                     |
| 16:40                      | 16:10                      | 17:00                     | 16:30                     | 17:20                     | 17:50                     |
| 17:00                      | 16:30                      | 17:20                     | 16:50                     | 17:40                     | 18:10                     |
| 17:20                      | 16:50                      | 17:40                     | 17:10                     | 18:00                     | 18:30                     |
| 17:40                      | 17:10                      | 18:00                     | 17:30                     | 18:20                     | 18:50                     |
| 18:00                      | 17:30                      | 18:20                     | 17:50                     | 18:40                     | 19:10                     |
| 18:20                      | 17:50                      | 18:40                     | 18:10                     | 19:00                     | 19:30                     |
| 18:40                      | 18:10                      | 19:00                     | 18:30                     | 19:20                     | 19:50                     |
| 19:00                      | 18:30                      | 19:20                     | 18:50                     | 19:40                     | 20:10                     |
| 19:20                      | 18:50                      | 19:40                     | 19:10                     | 20:00                     | 20:30                     |
| 19:40                      | 19:10                      | 20:00                     | 19:30                     | 20:20                     | 20:50                     |
| 20:00                      | 19:30                      | 20:20                     | 19:50                     | 20:40                     | 21:10                     |
| 20:20                      | 19:50                      | 20:40                     | 20:10                     | 21:00                     | 21:30                     |
| 20:40                      | 20:10                      | 21:00                     | 20:30                     | 21:20                     | 21:55                     |
| 21:00                      | 20:30                      | 21:20                     | 20:50                     | 21:40                     | 22:20                     |
| 21:20                      | 20:50                      | 21:40                     | 21:10                     | 22:00                     | 22:50                     |
| 21:40                      | 21:10                      | 22:00                     | 21:30                     | 22:25                     | 23:20                     |
| 22:00                      | 21:30                      | 22:25                     | 21:55                     | 22:50                     |                           |
| 22:25                      | 21:55                      | 22:50                     | 22:20                     | 23:15                     |                           |
| 22:50                      | 22:20                      | 23:15                     | 22:50                     | 23:45                     |                           |
| 23:15                      | 22:50                      | 23:45                     | 23:20                     |                           |                           |
| 23:45                      | 23:20                      |                           |                           |                           |                           |

## Recorrido y paradas

### Sentido Cementerio de Carabanchel
| Código | Parada                                       | Común con      | Conexiones con Metro | Otros |
| ------ | -------------------------------------------- | -------------- | -------------------- | ----- |
| 5550   | OPORTO (C/ Valle del Oro-Gta. Valle del Oro) | 81             | Oporto               |       |
| 2471   | Avenida de Oporto-Camino Viejo Leganés       | 55 81 247      |                      |       |
| 5662   | Portalegre-Avenida Oporto                    |                | Opañel               |       |
| 2438   | Abrantes-Pelícano                            | 47 484         |                      |       |
| 2439   | Metro Abrantes                               | 47 484         | Abrantes             |       |
| 2441   | Abrantes-Carrero Juan Ramón                  | 47 484         |                      |       |
| 2443   | Las Meninas                                  | 47 484         |                      |       |
| 2446   | Besolla                                      | 47 118         | Pan Bendito          |       |
| 2448   | Carcastillo                                  | 47 118         |                      |       |
| 5328   | Padre Amigo                                  |                |                      |       |
| 3043   | María Odiaga-Padre Amigo                     |                |                      |       |
| 3044   | María Odiaga-Witerico                        |                |                      |       |
| 3045   | María Odiaga-Piedrahíta                      |                |                      |       |
| 4857   | María Odiaga-Federico Grases                 |                |                      |       |
| 4858   | Plaza de los Navarros                        |                | San Francisco        |       |
| 2456   | Antonia Rodríguez Sacristán                  | 47 118 121 131 |                      |       |
| 3048   | Aguacate-Centro de Salud                     | 118            |                      |       |
| 3050   | Aguacate-Secoya                              | 118            |                      |       |
| 4181   | Euro-Aguacate                                | 118            |                      |       |
| 5099   | CEMENTERIO CARABANCHEL (Ctra. Leganés)       |                |                      |       |

### Sentido Oporto
| Código | Parada                                       | Común con      | Conexiones con Metro | Otros |
| ------ | -------------------------------------------- | -------------- | -------------------- | ----- |
| 5099   | CEMENTERIO CARABANCHEL (Ctra. Leganés)       |                |                      |       |
| 4182   | Euro-Aguacate                                | 118            |                      |       |
| 3051   | Aguacate-Secoya                              | 118            |                      |       |
| 5059   | Antonia Rodríguez Sacristán-Centro Salud     | 118            |                      |       |
| 2457   | Antonia Rodríguez Sacristán                  | 47 118 121 131 |                      |       |
| 2454   | Plaza de los Navarros                        | 47 118         | San Francisco        |       |
| 3054   | María Odiaga-Paseo de los Castellanos        |                |                      |       |
| 3055   | Alba de Tormes-Federico Grases               |                |                      |       |
| 3056   | Alba de Tormes-Época                         |                |                      |       |
| 3057   | Alba de Tormes-Witerico                      |                |                      |       |
| 4653   | Junta Municipal Carabanchel                  |                |                      |       |
| 5058   | Padre Amigo                                  |                |                      |       |
| 2449   | Carcastillo                                  | 47 118         |                      |       |
| 2447   | Besolla                                      | 47 118         | Pan Bendito          |       |
| 2444   | Las Meninas                                  | 47 484         |                      |       |
| 2442   | Abrantes-Carrero Juan Ramón                  | 47 484         |                      |       |
| 2440   | Metro Abrantes                               | 47 484         | Abrantes             |       |
| 5046   | Abrantes-Pelícano                            | 47 484         |                      |       |
| 2437   | Abrantes-Portalegre                          | 47             |                      |       |
| 5663   | Opañel                                       |                | Opañel               |       |
| 5549   | Camino Viejo Leganés-Valle del Oro           | 81             |                      |       |
| 5550   | OPORTO (C/ Valle del Oro-Gta. Valle del Oro) | 81             | Oporto               |       |